# Độ khuếch đại

Đồ thị tín hiệu ngõ vào v_{i}(t) và ngõ ra v_{o}(t) của một khuếch đại tuyến tính lý tưởng có độ khuếch 3

Trong kỹ thuật điện tử độ khuếch đại hay độ khuếch, độ lợi là đánh giá định lượng khả năng của mạch hai ngõ (hay hai cổng), thường là các bộ khuếch đại, về tác động tăng công suất hoặc biên độ của tín hiệu từ ngõ vào đến ngõ ra. Các khuếch đại điện tử thực hiện khuếch đại bằng cách điều chỉnh lượng năng lượng chuyển đổi từ những nguồn điện năng cho tín hiệu .
Độ khuếch đại thường được định nghĩa là tỷ số trung bình của biên độ hoặc công suất tín hiệu Vout tại ngõ ra tới biên độ hoặc công suất Vin tại ngõ vào, thường biểu diễn là K (Coefficient) hay G (Gain), là hệ số {\displaystyle K=V_{out}/V_{in}}. Độ khuếch thường biểu diễn phổ biến bằng đơn vị logarithmic là decibel (dB) ("dB gain") theo các định nghĩa:
{\displaystyle G_{V}=2\,\log {\frac {V_{out}}{V_{in}}}{\text{ B}}=20\,\log {\frac {V_{out}}{V_{in}}}{\text{ dB}}=\ln {\frac {V_{out}}{V_{in}}}{\text{ Np}}}
Khuếch đại thật sự thì có hệ số tăng lớn hơn 1 (hay lớn hơn 0 dB). Một mạch thụ động có hệ số tăng nhỏ hơn 1, hay số dB là âm .

## Thuật ngữ
Thuật ngữ độ lợi (tiếng Anh: gain) tự nó là một thuật ngữ không rõ ràng, có thể tham chiếu đến tỷ lệ giữa trị ngõ ra với trị ngõ vào của điện áp (độ khuếch điện áp, voltage gain), dòng điện (độ khuếch dòng, current gain) hoặc công suất (độ khuếch công suất, power gain) .
Trong các khuếch đại âm thanh và khuếch đại đa năng, đặc biệt là khuếch đại thuật toán, thuật ngữ này thường đề cập đến độ lợi điện áp, nhưng trong các bộ khuếch đại tần số vô tuyến, nó thường đề cập đến độ lợi công suất.
"Độ khuếch dòng" của một transistor lưỡng cực thường đề cập đến hệ số khuếch dòng tĩnh hFE (hay {\displaystyle \beta }, là tỷ lệ tĩnh của Ic chia cho Ib tại điểm hoạt động), nhưng khi áp dụng vào tín hiệu nhỏ thì lại dùng hệ số khuếch dòng động hfe (là độ dốc của đồ thị Ic theo Ib tại điểm hoạt động).
Ngoài ra độ lợi cũng được áp dụng trong các hệ thống như cảm biến, nơi ngõ vào và ngõ ra có các đại lượng vật lý khác nhau với đơn vị đo lường khác nhau. Trong những trường hợp như vậy các đơn vị đo được phải được chỉ định rõ, và thường gọi là hệ số chuyển đổi. Ví dụ trong linh kiện cảm quang người ta nói hệ số chuyển đổi là "5 microvolt trên mỗi photon".